# Бијенале уметничког дечијег израза
Бијенале уметничког дечијег израза (скраћено БУДИ) је међународни фестивал посвећен дечјем стваралаштву и стваралаштву за децу. Представља главно средство и медиј који анимира децу и унапређује њихов рад. Мисија фестивала је што веће учешће деце, не само као публике већ и као стваралаца и мислилаца. Одржава се сваке друге године (15. мај — 15. јун) у Панчеву, када је за време трајања фестивала на репертоару више од 50 бесплатних програма за децу, младе и родитеље.
Манифестација се реализује у организацији Културног центра Панчева, под покровитељством града Панчева, у сарадњи са институтом за културу земље домаћина и Министарством културе и информисања. Оснивач и уметнички директор Бијенала уметничког дечијег израза је Бранислав Радовановић.

## Историјат
Културни центар Панчева, уз подршку компаније Nestle Adriatic Foods, покренуо је 2006. године први Међународни бијенале уметничког дечијег израза (скраћено БУДИ) под називом „Одбрана природе” где је седиште била заштита животне средине. Следећи БУДИ је одржан 2008. године под називом „Град и ја”. Мото трећег Бијенала 2010. био је „Дечји свет”, а две године касније „Деца знају све”. Године 2014. тема је била „Снови су да се прате!”, 2016. слоган „У врту различитости”, 2018. „Лепо се играј”, 2019. године „Оно што те чини срећним!”, 2021. „Мале лудости — велике мудрости”, 2023. „Откључано небо” и 2025. „Циркус – где су чуда надохват руке!”.
До 2019. године БУДИ се одржавао сваке друге године, а са циљем Културног центра Панчева да се раздвоје бијенале за одрасле и бијенале за децу, донесена је одлука да се 8. БУДИ организује 2019. година, тако да се ова два фестивала не преклапају.
Бијенале уметничког дечијег израза се организује сваке друге године, у трајању од месец дана (15. мај — 15. јун). У континуитету се одржавају културни догађаји намењени деци до 15 година са циљем да се на тај начин успостави и платформа за образовање најмлађих кроз њихово активно учешће у различитим уметничким програмима. Један од основних циљева је повезивање деце различитих култура света, у чијем остварењу доприносе земље гости — домаћини фестивала. До сада су у тој улози били Куба (2006), Мађарска (2008), Јапан (2010), Шведска (2012), САД (2014), Велика Британија (2016), Данска (2018), Израел (2019), Италија (2021), Немачка (2023) и Француска (2025).
Учесници Бијенала (из земље и региона, али и из иностранства) се изражавају кроз различите уметничке медије у појединачним и групним категоријама (визуелна уметност (илустрација, макета, дизајн), позориште, књижевност, музика, екологија/иновација), а жири, састављен од стручњака за дечје стваралаштво, најбољима додељује награде. Најважнији је гран-при под називом „Муњевити Кринфолион”, креиран на првом Бијеналу уметничког дечијег израза, који је постао и заштитни знак манифестације. Кринфолион представља имагинарно биће које помаже деци да побољшају свет.
Удружење грађана БУДИ је основано 28. новембра 2014. са циљем афирмације, презентовања и популаризовања дечјег стваралаштва и стваралаштва за децу, као и заговарања дечјих права.

## Мисија
Главни БУДИ циљеви су:
- приближавање уметности и културе деци
- превазилажење баријера старомодних институција културе
- подстицање креативности код најмлађих
- промовисање дечјег стваралаштва, запостављеног у последње две деценије
- развијање способности деце у различитим областима стваралаштва
- повезивање и упознавање деце са другим културама и њиховим карактеристикама
- подршка инклузији маргинализованих дечјих група.[1]

Визија Бијенала уметничког дечијег израза је да кроз уметност, игру и креативно стваралаштво доприносе интеркултуралном дијалогу међу децом, развоју њихових културних потреба и навика, уметничког образовања и критичког размишљања. Идеја фестивала је и креирање новог система вредности у коме се поштују и толеришу различитости, а уметност се цени и ствара.
Мисија Бијенала је да кроз разноврсни приступ приближи деци уметност и креативно изражавање, кроз уметничке садржаје и практичне радионице где им се омогућује да непосредно учествују у процесу стварања уметности. Фестивал настоји и да обучава децу у погледу свестраног уметничког изражавања, али и да им на тај начин укаже на одређене проблеме и појаве у друштву.

## Химна
Текстописац БУДИ химне је Саша Божовић (1968—2013):
Почело је децо ваше бијенале, 

зовите другаре велике и мале,

позовите сестру, позовите брата,

свима су вам широм отворена врата.

Буди, буди с нама и ти,

буди па ћеш срећан бити.

Буди, буди, буди, буди,

своју машту сад пробуди.

Зато децо хајмо, хајмо,

и на вољи машти дајмо.

Панчево је овог лета епицентар дечјег света,

креативци сад је ваших пет минута,

узбурканим морем још ваш чамац плута.

Подигните главу, подигните руке,

нек доплови чамац до најлепше луке.